# Тараконска Испания
Тараконска Испания (на латински: Hispania Tarraconensis) е провинция на Римската империя със столица Тарако (на латински: Tarraco, днес Тарагона, Каталония). Тарконензис е една от трите римски провинции, намиращи се на Пиренейският полуостров, образувани след Кантабрийските войни от 29 – 19 пр.н.е. На тази провинция принадлежи почти цялото средиземноморско крайбрежие на съвременна Испания, част от атлантическото крайбрежие на Испания и Португалия. Южната част на Пиренейския полуостров, днес наричана Андалусия, в древноримските източници е наричана провинция Бетика, а на западното крайбрежие се намира провинция Лузитания.

## История
След Кантабрийските войни целият Пиренейски полуостров попада под властта на Рим. Провинция Тараконска Испания е административна единица, сформирана от провинциите Близка Испания (на латински: Hispania Citerior) и Далечна Испания (в частност днес Галисия, на латински: Gallaecia) през 27 пр.н.е. при реформата на Октавиан Август. Тя получава статут на императорска провинция за разлика от другите две пиренейски провинции, които остават под контрола на Сената. От 61 г. прокуратор на Тараконска Испания става Сервий Сулпиций Галба. През 68 г. той се присъединява към въстанието на Виндекс, а след смъртта на последния и самоубийството на император Нерон става император. През 73 г. длъжността прокуратор на Тараконска Испания заема Плиний Стари.
След реформите на Диоклетиан през 293 г. провинцията е разделена на три части: Галика (на латински: Gallaecia), Картагеника (на латински: Carthaginiensis) и Тараконика (на латински: Tarraconensis). Тараконска Испания е загубена от Рим в началото на 5 век и територията ѝ попада в кралството на вестготите.

## Галерия
- Испания след реформите на Август в началото на кантабрийските войни през 29 пр.н.е.
- Испания след реформите на Диоклетиан
- Лас Медулас, най-голямата златна мина в Римската империя
- Култът към Мелкарт не е отменен от завоевателите